# Orontes II
Orontes II ( persa antiguo: *Arvanta- ) fue un noble persa que vivió en el siglo IV a. C. Hijo de Orontes I, es probable que sea el sátrapa de Armenia bajo Darío III y, de hecho, puede haber sucedido a Darío en esta posición cuando Darío ascendió al trono de Persia en 336 a. C.Después de la batalla de Gaugamela, su vida es incierta. Es probable que Mithrenes le haya reemplazado en la satrapía. Pero también es probable que haya sido siendo sátrapa, al menos, hasta la segunda guerra de los diádocos.

## Nombre
"Orontes" ( en griego antiguo: Ὀρόντης) es la transliteración griega del nombre persa antiguo *Arvanta, que continuó en persa medio y nuevo como Arvand . El nombre está relacionado con la palabra avéstica auruuaṇt- ("rápido, vigoroso, valiente"), que a su vez puede ser una versión abreviada del nombre avéstico Auruuaṱ.aspa- ("que tiene caballos veloces"). 

## Biografía
Según la inscripción del monte Nemrut que narra los antepasados de Antíoco I de Comagene, Aroandas (probablemente Orontes II) era hijo de Aroandas (Orontes I) y de Rodoguna. Este Aroandas era hijo de Artasiras, general al servicio de Darío II y descendiente del Hidarnes que ayudó a Darío I a tomar el poder. Rodoguna era hija de Artajerjes II de Persia.
Esta inscripción informa que Orontes II tuvo un hijo, que a su vez, engendró a Orontes III. El nombre del hijo de Orontes II está incompleto. Se puede leer la parte final del nombre: "-άνην". Se ha interpretado que puede decir ([Mιθρ]άνην), haciendo referencia a Mithrenes, aliado de Alejandro Magno que fue enviado a Armenia como sátrapa. Otros han notado que una letra puede añadirse siendo interpretada como delta. -δανης, -danes.
Orontes I, padre de Orontes II, murió en el 344 a. C. El futuro Orontes II no sucedió a su padre como sátrapa de Armenia, sino que sucedió el futuro Darío III. Esta sucesión se dio por dos motivos. Artajerjes III desconfiaba de los oróntidas, ya que Orontes I se había rebelado, tanto a Artajerjes II durante la revuelta de los grandes sátrapas, como a Artajerjes III el año 354/3 a. C. a causa de que no había recibido las recompensas que deseaba. El otro motivo era para recompensar al futuro Darío III que había destacado en la campaña contra los cadusios que había realizado Artajerjes III.
Darío III ascendió al trono el 336 a. C. Es probable que haya dejado la satrapía, y la haya cedido a Orontes II.

### Sátrapa de Armenia
Darío III ascendió al trono el 336 a. C. Es probable que haya dejado la satrapía, y la haya cedido a Orontes II, personaje que tenía la legitimidad hereditaria para que no surjan otros aspirantes a la satrapía. Darío III se enfocó a sofocar las rebeliones de Egipto y Babilonia, que pronto fueron apaciguadas.
Orontes y a un tal Mithraustes son enumerados por Arriano como los dos comandantes de las fuerzas armenias en la batalla de Gaugamela en 331 a. C. La interpretación de este pasaje es controvertida, ya que diferentes historiadores lo interpretan como una indicación de que Mithraustes comandaba la infantería, o que había dos contingentes diferentes de caballería armenia en esta batalla, o incluso que Armenia estaba dividida en dos partes, cada una gobernada por su respectivo sátrapa.
Orontes luchó en la batalla de Gaugamela en el flanco derecho persa con 40.000 unidades de infantería y 7.000 de caballería bajo su mando. Poco se sabe con certeza de su destino luego de la batalla de Gaugamela. Algunos sugieren que murió. Otros sugieren que Armenia no fue conquistada y que el envío de Mithrenes como sátrapa de Armenia no se hizo efectivo.
Diodoro y Polieno mencionan a un hombre llamado Orontes, que fue sátrapa de Armenia durante la Segunda Guerra de los Diádocos (319-315 a. C.); Diodoro añade que este Orontes era amigo de Peucestas. Algunos historiadores consideran que este Orontes es el mismo Orontes que luchó junto a Darío III en la batalla de Gaugamela.